# باجی کوئن
باجی کوئن (به ژاپنی: 馬事公苑) یک ورزشگاه سوارکاری در توکیو، ژاپن است.
این ورزشگاه که در سال ۱۹۴۰ تاسیس شده داری ۲۶۰۰ نفر ظرفیت است و میزبان مسابقات درساژ و پرش سوارکاری بازی‌های المپیک تابستانی ۲۰۲۰ می‌باشد.

## نگارخانه

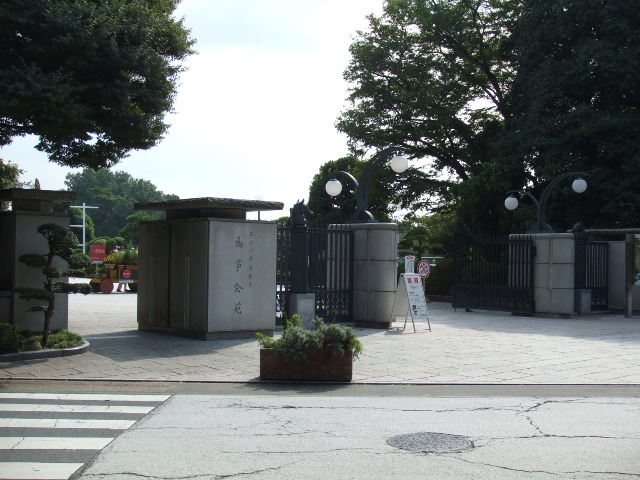